# Ciudad de los Césares
La Ciudad de los Césares, también conocida como Ciudad encantada de la Patagonia, Ciudad errante, Trapalanda, Trapananda, Trapalandia, Lin Lin o Elelín, es una ciudad mítica de América del Sur, que se supone ubicada en algún lugar del Cono Sur (preferentemente en algún valle cordillerano de la Patagonia entre Argentina y Chile). 
La ciudad se caracterizó por ser buscada intensamente durante la época colonial, pues se suponía que había sido fundada, según las diferentes versiones, por españoles (náufragos, o exiliados) o por mitimaes incas; y que estaba llena de riquezas, principalmente oro y plata.

## Ubicación
La amplitud del territorio original que fue descrito donde posiblemente se encontraría ubicada esta ciudad se debe a que en los tiempos de la colonización española, históricamente el término de "los Césares" fue utilizado para describir a cualquier ciudad de "ubicación desconocida" de la que se creía su existencia en el Cono Sur de América, en el actual territorio de Chile o parte del territorio de Argentina vecino al de Chile. 
Ello se habría producido posiblemente por el desconocimiento de la existencia de otros antecedentes que presentaban una ubicación diferente para quienes conocían una posible ubicación de la mítica ciudad; esto ya que aproximadamente en la misma época se realizaron diferentes expediciones "oficiales" a territorios que eran distantes entre ellos. Si bien es reconocidamente importante la existencia de yacimientos auríferos, llamados placeres, en la fértil  región patagónica intermontana llamada por los tehuelches[¿quién?] como Chulilaw, principalmente los cercanos a Esquel, lo cierto es que allí nunca hubo una gran ciudad.
Francisco Solano Asta-Buruaga y Cienfuegos escribió en 1899 en su Diccionario Geográfico de la República de Chile sobre el lugar:
Césares (Ciudad de los).-—Población que el espíritu visionario de la época del descubrimiento de América, supuso existir en un valle del interior de los Andes hacia el E. de la ciudad de Osorno, ó por la parte oriental de los lagos de Puyehue y Ranco. Dábase á esta imaginaria ciudad edificios con techos de plata, iglesias y torres de jaspe, y campanas de oro, y cuyos habitantes, retraídos de todo trato exterior, poseían cuanto se imaginaba de deleitable. La existimación de esta maravilla de esplendor y opulencia, hizo se promoviesen expediciones en su busca, á la manera de las que emprendieron Gonzalo Pizarro, Pedro de Ordaz, Francisco de Orellana y el inglés Gualterio Raleigh para descubrir el famoso Dorado, ese país de oro, que el visionario Juan Martínez aseguraba existir en los valles del Amazonas. La primera tentativa formal en busca de los Césares se hizo en 1638 por Jerónimo Luis de Cabrera, gobernador de Tucumán, siguiéndose á ésta otras igualmente ineficaces. Volvieron á renovarse con la real cédula de 18 de mayo de 1716, dirigida á este efecto al Presidente de Chile, acompañada de un derrotero de un tal Díaz de Rojas, y mediante otras instrucciones posteriores de España y del Perú. Pero, aunque bastaba para disipar esa extraña alucinación el mal éxito de las diligencias practicadas, sin embargo, los informes recogidos bajo el gobierno de Jáuregui por el comisario de indios en Valdivia, Don Ignacio de Pinuer, que confirmaban la existencia de una gran ciudad en la inmediación de Ranco, y un curioso dictamen de 31 de julio de 1782 del fiscal de Santiago, Pérez Uriondo, condujeron todavía á despachar una expedición hacia ese lago y llevaron al P. Menéndez y á Francisco Delgado á intentar otras en 1783 y 1785, con lo que vino á disiparse el embaimiento en que la idea de la ciudad encantada tenía aún á personas no vulgares de Chile y del Perú.

## Origen de la leyenda

### El viaje de Francisco César

Mapa del Atlas Miller (1519) donde se observa la costa de Brasil y la desembocadura de los ríos Amazonas y De la Plata.

Si bien la actual leyenda de la Ciudad de los Césares está basada principalmente en la fusión de cuatro historias independientes, la primera referencia sobre su existencia aparece con la expedición realizada por el capitán Francisco César en 1528, en el marco de una avanzada mayor dirigida por Sebastián Gaboto en busca de la legendaria Sierra de la Plata. Gaboto había partido desde España en 1526 con la misión original de alcanzar las Molucas, cruzando el estrecho de Magallanes. Sin embargo, durante su escala en Pernambuco (Brasil), la expedición escuchó las primeras versiones sobre una rica tierra en el interior de América del Sur a la cual se podría acceder a través de un gran estuario ubicado más al sur.
En Santa Catarina, Gaboto tomó contacto con Melchor Ramírez y Enrique Montes, náufragos de la frustrada expedición de Juan Díaz de Solís al Río de la Plata de 1516, quienes confirmaron los rumores mostrándole algunos metales preciosos y relatándole la saga de Alejo García, otro náufrago de la expedición de Solís que, confiado en el relato de los indios, se había internado en lo profundo del continente hasta las tierras del Rey Blanco (Imperio Inca), donde estaba la supuesta Sierra de la Plata (Cerro Rico de Potosí).
Según esta versión, García había conseguido su objetivo hallando grandes riquezas en el actual altiplano boliviano, aunque finalmente terminó siendo asesinado por los indios payaguas en su camino de regreso hacia la costa atlántica. Todos estos testimonios convencieron a Gaboto para abandonar la misión original en busca de las prometedoras riquezas de América del Sur. Cabe destacar que para ese entonces aún los españoles desconocían la existencia del Imperio Inca, que recién sería descubierto por Francisco Pizarro en 1532 descendiendo por la costa del Pacífico desde la Ciudad de Panamá.
Al ingresar al Río de la Plata, la expedición de Gaboto tomó contacto con el ex grumete Francisco del Puerto, único sobreviviente de los hombres que habían tocado tierra firme junto a Solís en 1516. Del Puerto, quien había entablado vínculo con los indios, ratificó los rumores sobre la Sierra de la Plata y se unió a la avanzada española como guía e intérprete. Río arriba, en la confluencia del Paraná con el Carcarañá, Gaboto decidió establecer el fuerte de Sancti Spiritu (1527), primer asentamiento europeo en la cuenca del Río de la Plata, que serviría como base para la conquista de la región.
La expedición de Sebastian Gaboto hacia la Sierra de la Plata sufrió sus primeros tropiezos cuando a la altura del río Paraguay la fuerza de la corriente le impidió continuar viaje, por lo que se decidió enviar una avanzada al mando de Miguel de Rifos que resultó emboscada por los indígenas a la altura del río Pilcomayo con la posible complicidad de Francisco del Puerto. Ante este panorama Gaboto decidió retornar a Sancti Spiritu para reorganizar sus fuerzas.
Mientras se realizaban los preparativos para remontar nuevamente el río Paraná hacia el norte, el capitán Francisco César solicitó y obtuvo autorización para realizar su propia exploración, junto a unos pocos hombres, desde Sancti Spiritu hacia el oeste, viaje que marcaría el comienzo de la leyenda de la Ciudad de los Césares. Finalmente, poco después, los indios del lugar terminaron arrasando el fuerte español, con lo cual Gaboto tuvo que aceptar su derrota y emprender el retorno a España. Más allá de no haber obtenido resultados concretos, la expedición de Gaboto sirvió para consolidar en Europa la fama de la Sierra de la Plata y el rumor de que en algún lugar, cerca de allí, también existía una gran ciudad llena de riquezas conocida como la Ciudad de los Césares. 
El relato de César fue difundido por Ruy Díaz de Guzmán, ampliado y con características épicas.
En el siglo XIX, el investigador José Toribio Medina estudió los datos disponibles sintetizándolos en una relación mucho más ajustada a la realidad.

#### El relato de Ruy Díaz de Guzmán

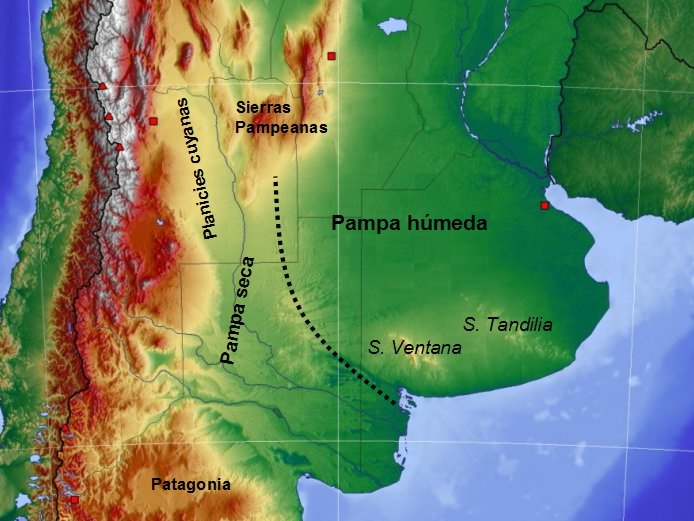
Mapa de la región pampeana argentina.

Esta versión fue elaborada por el conquistador y cronista asunceno Ruy Díaz de Guzmán, quien dijo haberla escuchado de boca de Gonzalo Saénz Garzón, quien a su vez afirmó haberla oído del propio capitán Francisco César en la ciudad de Lima. La versión de Ruy Díaz de Guzmán, difundida por Ciro Bayo y otros escritores, relata que Francisco César y su gente llegaron hasta la Cordillera de los Andes, donde encontraron una provincia rica y fértil, con ganado, metales preciosos y mucha gente al mando de un cacique que habría recibido gentilmente a la avanzada española, obsequiándole regalos al capitán César tras su despedida.
Sin embargo, al volver a Sancti Spiritu la expedición habría encontrado el fuerte quemado, sin rastros de Gaboto y sus hombres por lo que, bajo esas circunstancias, César habría decidido encaminarse hacia el Perú junto a sus soldados, ya que habría tenido noticias de la llegada de Francisco Pizarro a aquellas tierras. Así, la avanzada de Francisco César habría atravesado la Cordillera de los Andes en un punto donde la altura les permitía ver mar a ambos lados, para luego continuar viaje surcando la costa del Pacífico pasando por Atacama, Lipez y Charcas hasta el Cuzco, llegando justo en el momento en que Pizarro mantenía cautivo al emperador inca Atahualpa.
Según esta versión, el épico viaje de Francisco César a través de media América del Sur habría durado siete años y tras ella, sus hombres habrían sido bautizados como Los Césares y la expedición en general habría sido conocida como la Conquista de los Césares, que por su extensión comenzó a creerse que podría haber abarcado sitios tan lejanos como el sudoeste de la región pampeana o incluso la Patagonia.

#### Reconstrucción de José Toribio Medina

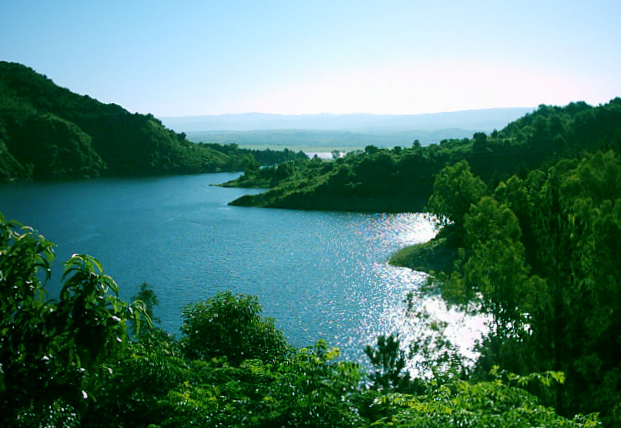
Vista del lago Los Molinos en las sierras de Córdoba.

A comienzos del siglo XX, don José Toribio Medina publicó una obra criticando y aclarando diversos puntos ofrecidos por la versión original de Ruy Díaz de Guzmán. Según su investigación, Francisco César habría partido de Sancti Spiritu a mediados o fines de noviembre de 1528, acompañado por otros catorce hombres repartidos en tres columnas: una hacia donde habitaban los quirandíes, otra hacia donde estaban los curacuraes y la última por el río Curacuraz. César y siete compañeros más, supuestamente los hombres que componían su propia columna, regresaron al fuerte español en febrero de 1529, con lo cual el viaje hacia el interior del territorio habría durado no más de dos meses y medio.
De esta expedición solo consta en los documentos que los soldados de César "dijeron haber visto grandes riquezas de oro y plata y piedras preciosas", sin conocerse cuál había sido la suerte de los demás hombres o por qué lugares exactos habrían pasado los sobrevivientes. Otro posible dato sobre el resultado de la expedición lo aportó Cieza de León en su obra Guerra de Chupas, quien dijo haber conocido a César y a Francisco Hogazón, otro de los primeros conquistadores de la región del Río de la Plata, y que a menudo les había escuchado hablar y afirmar bajo juramento que habían visto "mucho tesoro y grandes ganados de los que aquí llamamos ovejas del Perú y que los indios eran bien vestidos y de buen trato".
Con esta información y calculando la duración del viaje, resultaba casi imposible que César y su gente hubiesen llegado hasta el sudoeste de la Pampa o a la Patagonia, aunque sí podía considerarse correcto suponer que la expedición habría llegado hasta las sierras de Córdoba, donde existían tribus, como los diaguitas y los comechingones, que estaban influenciados por la cultura de los incas y que podrían haber contado con llamas y metalurgia.
Continuando con la investigación realizada por Toribio Medina, Sancti Spiritu habría sido atacada por los indios en septiembre de 1529 y en octubre de ese mismo año César se habría embarcado junto a Gaboto rumbo a España. Medina también encontró evidencia de que Francisco César ya estaba en Madrid en 1530 porque figuraba como testigo en el proceso de Catalina Vásquez y sus hijos contra Sebastián Gaboto. En 1532, César habría pasado a Venezuela y luego a territorio colombiano en busca del Darién, falleciendo durante dicha expedición en julio de 1538.
Por lo tanto, toda la historia de Ruy Díaz de Guzmán resultaría falsa, no solo por el tiempo que habría durado la jornada, sino también por el hecho de que la misma logró retornar a Sancti Spiritu antes de su destrucción y que Francisco César nunca habría estado en el Perú, por lo tanto, difícilmente podría haber contado su historia a Gonzalo Sáenz de Garzón. Otro dato tergiversado por Ciro Bayo afirmaba que los soldados de la expedición original eran conocidos como los Césares y que la saga en general había sido llamada la Conquista de los Césares, sin embargo, durante el siglo XVI, aquella región incógnita, supuestamente rica en oro y plata ubicada al sur de la Pampa era conocida como "lo de César" y los césares eran los pobladores de aquel legendario lugar, mientras que el término Conquista de los Césares no hacía referencia a la saga original sino a las expediciones posteriores que salieron en su búsqueda.

## Versiones posteriores

### Colonia inca

#### La conquista del Perú

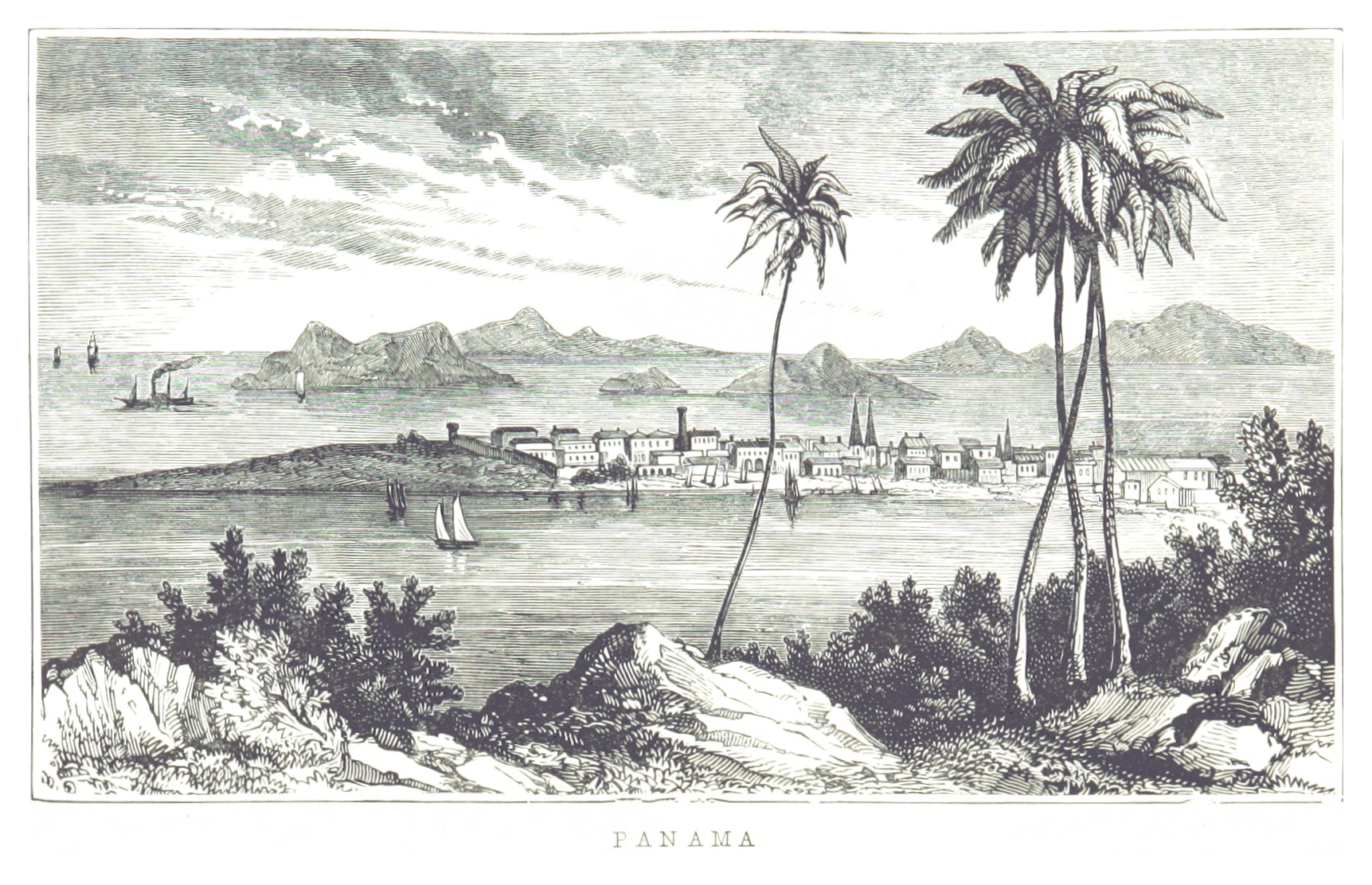
Vista de la Ciudad de Panamá hacia 1850.

La segunda versión de la Ciudad de los Césares surgió tras la caída del Imperio inca.
La conquista del Perú se remontaba a 1524, cuando tres socios llamados Diego de Almagro, Hernando de Luque y Francisco Pizarro, que por aquel entonces vivían en Panamá, decidieron empeñar sus bienes para organizar la conquista de un reino ubicado más al sur, sobre las costas del océano Pacífico, donde según los indígenas sus habitantes eran tan ricos que comían y bebían en platos y vasos de oro, una tierra que prontamente fue conocida entre los panameños con el nombre de Perú. Hernando de Luque interpuso su influencia para conseguir la licencia del gobernador Pedrarias Dávila y una vez obtenida la misma, Almagro y Pizarro se lanzaron a la exploración del mar del sur, en un viaje de unos catorce meses sin encontrar nada destacable más que pantanos, bosques impenetrables y poblaciones pobres con habitantes indomables.
A pesar de este fracaso, Almagro y Pizarro estaban convencidos de la existencia del Perú y decidieron volver a embarcarse rumbo al sur, hasta las costas de Quito, donde la expedición logró divisar los primeros signos de una civilización avanzada con cultivos, ciudades y numerosa población. Contrario al deseo de sus hombres de abandonar la búsqueda del Perú, ambos conquistadores decidieron que Pizarro se quedaría con el grueso de la expedición aguardando en la Isla del Gallo, mientras que Almagro volvería a Panamá en busca de más gente.
Como temía Almagro, el nuevo gobernador de Panamá, Pedro de los Ríos, no solo negó que más hombres fueran enviados al sur, sino que exigió el retorno inmediato de todos los que estaban retenidos contra su voluntad en la Isla del Gallo. Ante el riesgo de malograr toda la empresa, Pizarro marcó con su espada una línea en la arena y dijo a sus hombres: "Camaradas y amigos, por aquí se va al Perú a ser ricos, por acá se va a Panamá a ser pobres, escoja el que sea buen castellano lo que más bien le estuviere". Junto a Pizarro permanecieron en la isla otros trece hombres más. El gobernador Pedro de los Ríos aceptó que Pizarro continuara buscando aquel reino de fantasía con la condición de que en un plazo máximo de seis meses se presentara en Panamá a rendirle cuentas, fuese cual fuese el resultado de la expedición.

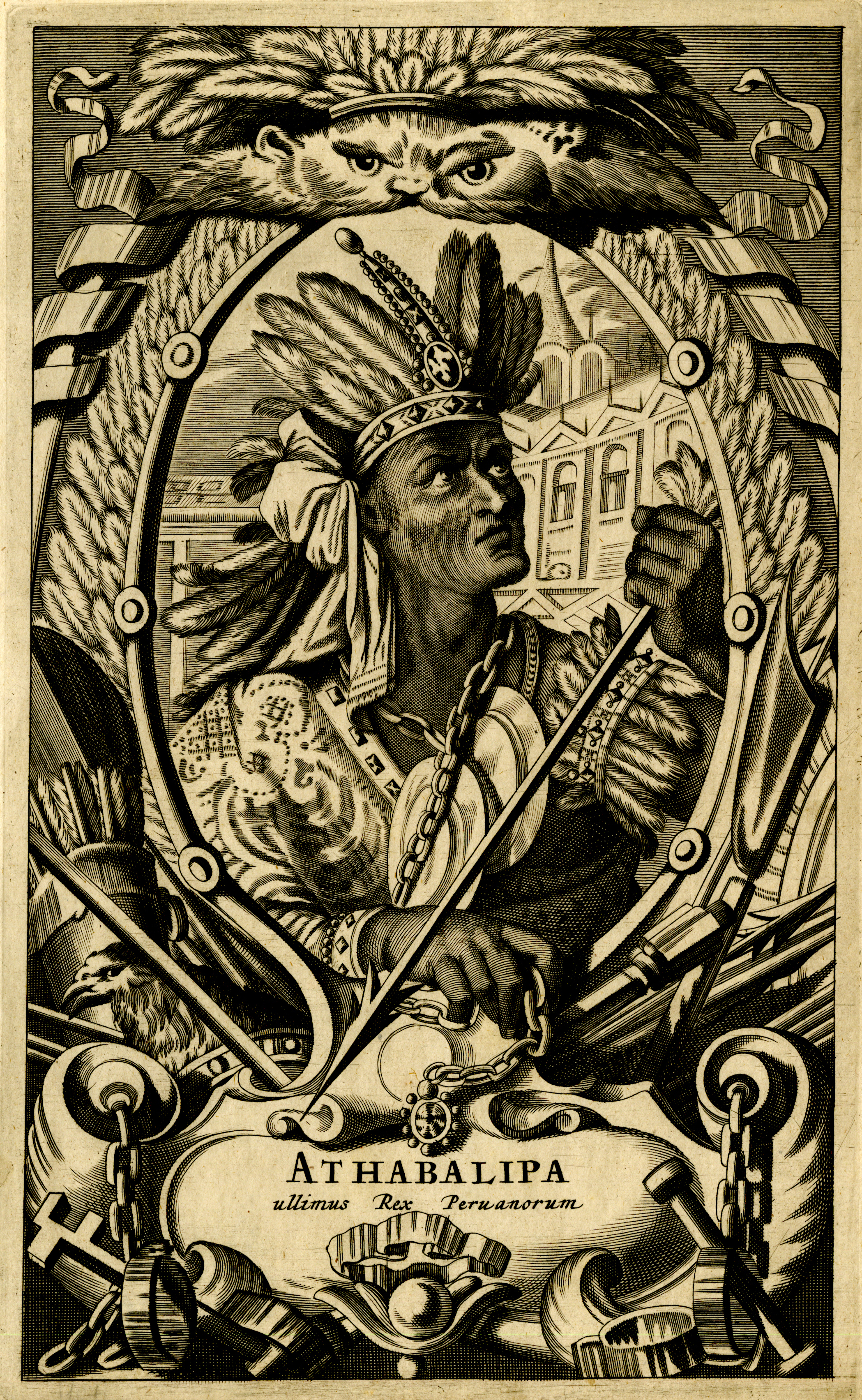
Retrato de Atahualpa.

Finalmente, Pizarro regresó a Panamá dentro del plazo establecido por el gobernador, pero a diferencia de lo que este esperaba, Pizarro no volvió con las manos vacías sino con la impactante noticia de que un poco más al sur del golfo de Guayaquil había descubierto aquel ansiado reino del Perú. Con el aval de sus otros dos socios, Pizarro se embarcó rumbo a España para entrevistarse con el rey Carlos V, quien le otorgó el derecho de exploración y conquista de un territorio de doscientas leguas desde el río Santiago hacia el sur, que a partir de entonces sería conocido como Perú o Nueva Castilla.
Además, el rey nombró a Pizarro gobernador, capitán general, adelantado y alguacil de este nuevo territorio, lo que provocó la furia de Diego de Almagro, quien amenazó con disolver la empresa e ir en busca de nuevos socios para emprender la conquista del Perú por su cuenta. Francisco Pizarro intentó enmendar la situación con Almagro comprometiéndose a cederle el título de adelantado y a solicitar ante la Corte la creación de una gobernación nueva y exclusiva para su usufructo. Con la situación relativamente normalizada, Pizarro emprendió en 1531 su último viaje desde Panamá hacia el Perú, fundando en esta tierra la ciudad de San Miguel; aunque, temeroso sobre la lealtad de Almagro, decidió salir inmediatamente en busca del soberano Inca al frente de ciento setenta y siete hombres antes de que otro contingente se le adelantase.
El inca Atahualpa estaba enterado de la llegada de los españoles, sin embargo, consideró que el contingente de extranjeros era tan reducido que no valía la pena enfrentarlo, por lo que el viaje de Pizarro y sus hombres fue algo más similar a un paseo que a una campaña conquistadora. Los españoles finalmente acamparon en Cajamarca, desde donde podían divisar, a una legua de distancia, el extenso campamento del ejército incaico donde también se encontraba alojado Atahualpa. Pizarro envió a su hermano Hernando hasta el campamento inca para solicitar la visita del emperador a Cajamarca y finalmente este aceptó la invitación.
Acompañado por su ejército, Atahualpa se apersonó en Cajamarca al día siguiente, 16 de noviembre de 1532, y ante él solo encontró al capellán y fraile dominico Vicente de Valverde, quien le exigió al Inca abrazar la religión cristiana y reconocerse como tributario del rey de Castilla. Atahualpa reaccionó furioso ante tal pedido y el religioso, como había sido acordado, pidió auxilio a Pizarro diciendo "Salid a él, que yo os absuelvo", tras lo cual los españoles respondieron con sus caballos y su artillería, aunque Pizarro aclaró que nadie debía herir a Atahualpa. La jornada finalizó con el triunfo español y el secuestro del inca.
Atahualpa ofreció, a cambio de su libertad, llenar toda una habitación con oro y otras dos habitaciones con plata hasta la altura de un brazo alzado. Pizarro, aunque algo escéptico, aceptó la propuesta y durante las siguientes semanas los indios llevaron hasta Cajamarca cientos de objetos de plata y oro para cumplir con la promesa del emperador. Para acelerar la entrega del rescate tres españoles fueron enviados hasta Cuzco, donde pudieron observar las 700 placas de oro que recubrían las paredes del Coricancha (Templo del Sol), las cuales fueron arrancadas.
Mientras tanto, Diego de Almagro llegó a San Miguel, uniéndose rápidamente a las tropas de Pizarro en Cajamarca. Poco después, cuando Atahualpa terminó de pagar su rescate y estaba en condiciones de exigir su libertad, los conquistadores, temerosos de la sublevación que podía organizar el Inca para recuperar su imperio, decidieron condenarlo a muerte acusándolo de diversos crímenes como el asesinato de su hermano Huascar y de otros actos como la idolatría, la poligamia, etcétera.

#### Expedición de Almagro a Chile

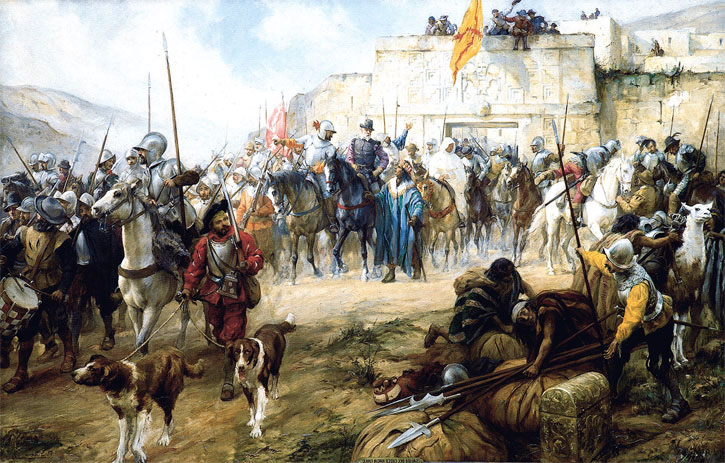
Expedición de Almagro a Chile, pintura de Fray Pedro Subercaseaux.

Mientras el Imperio Inca caía en manos de los conquistadores, llegó a América del Sur la noticia de que el rey había accedido otorgar una gobernación a Diego de Almagro, llamada Nueva Toledo, que estaría ubicada exactamente al sur de la gobernación de Francisco Pizarro. Esta decisión generó nuevamente un enfrentamiento entre los antiguos socios de la conquista ya que la ciudad de Cuzco quedaba dentro de la jurisdicción de Almagro, con lo cual la gobernación del Perú o de la Nueva Castilla perdía su principal ciudad. Pizarro suplicó a Almagro que dejara al Cuzco bajo su jurisdicción, alentándolo a conquistar una comarca que se hallaba más al sur denominada Chile, que según los indios era muy rica en metales preciosos.
Como garantía de su pedido, Pizarro prometió a Almagro que si no encontraba riquezas en Chile podría regresar y ambos se repartirían el Perú como hermanos. Más tarde se corroboraría que las exageradas historias sobre la riqueza chilena habían sido fomentadas intencionadamente por los propios incas con el objetivo de dispersar a las tropas españolas, enviarlas a combatir con los temibles mapuches y alejarlas lo más posible de Cuzco.
Almagro era un aficionado a las aventuras y además estaba ansioso por conocer y conquistar la gobernación que tanto había anhelado, por lo que finalmente aceptó el pedido de Pizarro y solicitó a Manco Inca, emperador títere designado por los españoles, que comisionara a dos señores principales con el objetivo de que estos informaran a los distintos pueblos del sur que los europeos eran ahora los nuevos soberanos de la región. Manco comisionó para esta misión a su propio hermano Paullu Topa y al sumo sacerdote Villac Umu, quienes fueron enviados inmediatamente hacia el sur acompañados por tres castellanos a caballo. Luego Almagro despachó una primera expedición a las órdenes de Juan Saavedra, quien fundó el pueblo de Paria, primer asentamiento español de la gobernación de Nueva Toledo, y finalmente el propio Diego de Almagro partió desde Cuzco el 3 de julio de 1535.
La expedición de Almagro atravesó la meseta del collao, pasando por Paria y Topisa (hoy Tupiza), donde los aguardaban Paullu Topa y Villac Umu. Los tres españoles que debían acompañar a los emisarios incas habían desaparecido, supuestamente con el objetivo de adelantarse en la conquista de Chile. Los indios hicieron saber a Almagro que la tierra ubicada más al sur era pobre y habitada por tribus belicosas y que las únicas dos vías de acceso a Chile eran peligrosas: la ruta del desierto de Atacama o el paso por la cordillera de los Andes. Los españoles se definieron por la segunda opción y continuaron su avance hacia lo que actualmente es la provincia argentina de Jujuy. Mientras tanto, cuando Almagro aún estaba en Tupiza se produjo una noche la fuga de Villac Umu, quien comenzó a estimular una sublevación de los indios de la región contra los castellanos.
Al llegar la expedición al valle de Quiriquirí (Santiago del Estero, Argentina) se cruzó con una colonia de mitimaes del Inca, establecidos allí para controlar a los naturales de la provincia. Estos mitimaes, enterados de la situación que atravesaba el Perú, conspiraron para matar a los españoles, sin embargo la gente de Almagro venció en esta batalla y prosiguió su viaje hacia la cordillera andina, cuyo traspaso hacia los amenos valles chilenos de Copiapó resultó sumamente arduo y sacrificado. Una vez en Copiapó, Almagro se enteró de que los tres castellanos que se habían adelantado por su cuenta habían muerto allí a manos de los indios. Sin poder entablar vínculo con las desconfiadas tribus del lugar, la expedición continuó viaje por los solitarios valles de Huasco y Coquimbo, con la noticia de que más al sur la tierra era mala y estéril.
Otra noticia que recibió Almagro en Coquimbo fue que en la provincia de Chile habitaba un español, llamado Gonzalo Calvo de Barrientos. La historia de este español era curiosa, ya que en Lima le habían hecho cortar las orejas por ladrón y tras este hecho había decidido exiliarse tierra adentro, hasta Chile, donde el barbudo blanco fue recibido con admiración por los indios, a tal punto que un cacique del lugar le había nombrado al mando de sus guerreros. Almagro ordenó anunciar su llegada a Barrientos y este a su vez pidió a los indios del lugar que recibiesen a los españoles como amigos y él mismo se adelantó para dar la bienvenida a sus compatriotas, ofreciéndoles maíz y ovejas. Poco antes de llegar al pueblo de Aconcagua, cabecera de la provincia, la expedición recibió la grata noticia de que cerca de allí acababa de llegar el pequeño buque Santiago, con armas, hierro y ropa.
Todo parecía comenzar a salir bien para los españoles, al punto de que su arribo a Aconcagua fue una fiesta. Sin embargo, pronto llegó la decepción cuando al indagar sobre las características de la región los indios afirmaron de que allí y más al sur no había oro ni grandes ciudades como las del Perú, sino que sus habitantes vivían en cuevas o villorios de tan solo diez o doce casas, vestían con pellejos de animal y no comían maíz, sino raíces, hierbas y granos silvestres. Almagro encomendó al capitán Gómez de Alvarado partir rumbo al sur al mando de ochenta jinetes, quienes confirmaron el relato de los indios. Ante este panorama desolador, todos los españoles comenzaron a clamar por la vuelta al Cuzco, aquella joya del Perú, que por disposición del rey pertenecía a la gobernación de Nueva Toledo. Finalmente, Almagro ordenó la retirada, aunque esta vez, recordando lo sacrificado que había sido el paso por los Andes, se decidió tomar el camino de la costa, el del desierto de Atacama, llegando al Perú en octubre de 1536.

#### Declaración de Blas Ponce

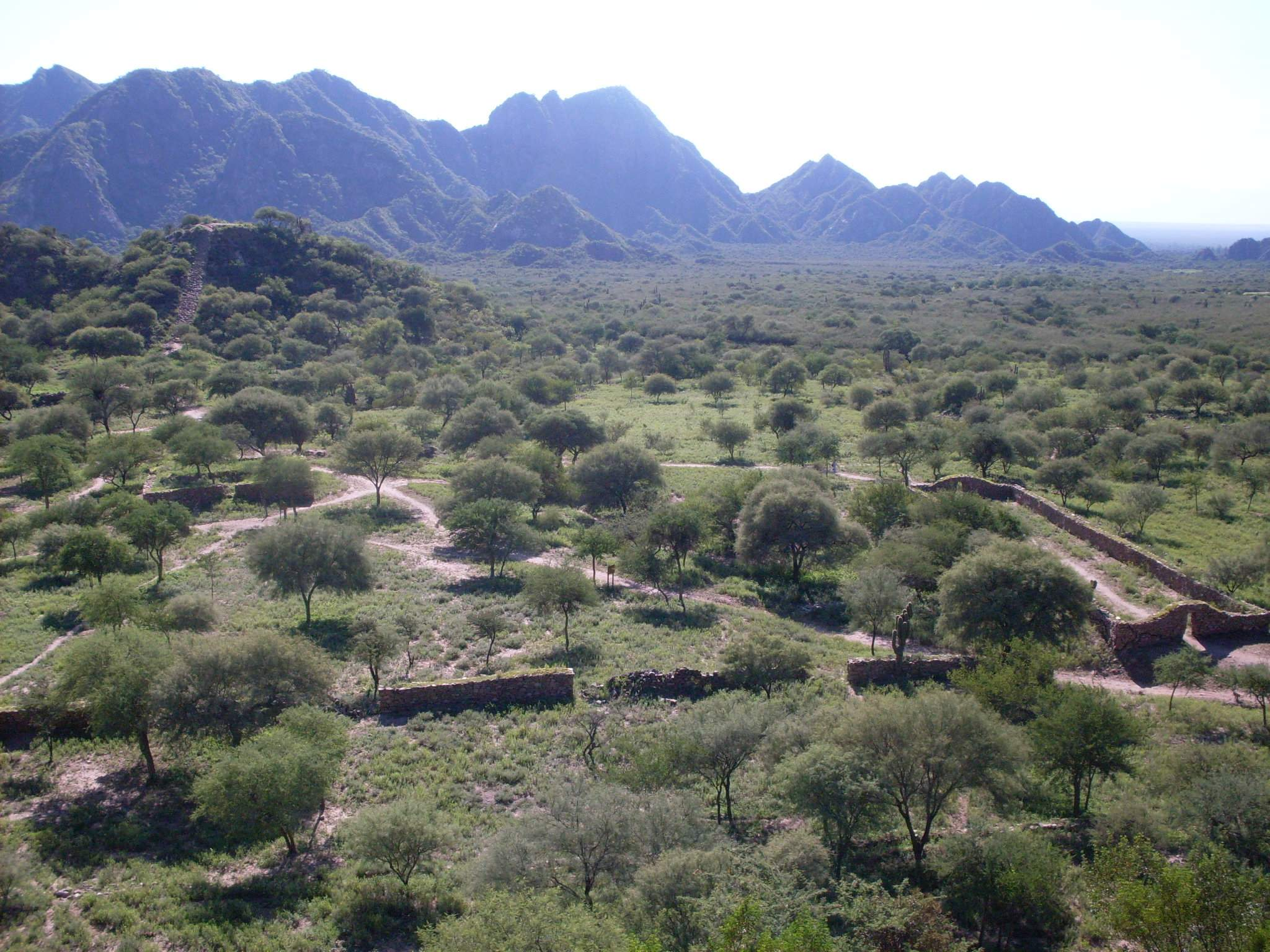
Ruinas de la ciudad incaica de Shincal cerca de Londres (provincia de Catamarca).

El año 1553, Blas Ponce, un habitante del pueblo catamarqueño de Londres, declaró haber hallado a un indio ciego y muy viejo, el cual le habría contado la historia del territorio. Según dicha declaración, este indio afirmaba que tras la matanza de los mitimaes incas por parte de Diego de Almagro en el valle de Quiriquirí, los sobrevivientes habían decidido irse hacia el sur, por el camino real del Inca que bordea la cordillera de los Andes dentro del actual territorio argentino, cuyo rastro se podría seguir, según el indio, solo hasta un valle llamado Diamante, debido a que a partir de allí los mitimaes habrían decidido borrar y deshacer el camino para evitar que los españoles llegaran hasta ellos. Continuando con el relato del indio, él mismo había vivido en ese establecimiento inca durante tres o cuatro años cuando era más joven y podía afirmar que se trataba de una tierra muy poblada y rica en ovejas, oro y plata, al punto de que se podía comer y beber en vasos fabricados con metales preciosos.
Blas Ponce agrega que, más allá de la veracidad del relato expresado por aquel indio, él mismo había conocido en Potosí a un soldado llamado Pedro Clavijo, que había formado parte de las campañas de expedición y conquista del capitán Diego de Rojas hacia la región del Tucumán. Según Pedro Clavijo, uno de los integrantes de la jornada de Rojas, al que llamaban Quiteria, había participado de la expedición de Francisco César y este le habría garantizado que el descubrimiento de gran cantidad de gente y riqueza realizado en aquella jornada era cierto. Clavijo también confirmaba haber escuchado de boca de una india del Perú la misma historia que el indio de Londres había contado sobre el traslado de los incas del valle de Quiriquirí hacia otra tierra "que ahora llaman de César".
En la misma de declaración, Blas Ponce agregó el relato del capitán Gregorio de Castañeda, quien estando en Santiago del Estero, había escuchado la historia de un indio llamado Joffre venido desde la región del Río de la Plata, cuyo padre le había contado que, años antes, cuando residía en un pueblo llamado Corona, había llegado hasta allí el capitán Sebastián Gaboto, quien había hecho levantar un fuerte y desde allí otro capitán llamado César había salido con un grupo de gente tierra adentro "hacia Buenos Aires". Tiempo después, César y su expedición habían vuelto al fuerte con la noticia de haber encontrado grandes poblaciones con gente bien vestida, mucho ganado, esmeraldas y metales preciosos; sin embargo, no sabían especificar bien donde habían estado, salvo por el hecho de que habían ido hacia "las cordilleras de Chile".

#### Crónica de Miguel de Olavarría
Tiempo después, el cronista y maestre de campo Miguel de Olavarría indicó que los súbditos incas que habitaban cerca del río Maule, al recibir el asedio de los mapuches y al enterarse de que su emperador había sido capturado por los españoles, resolvieron no volver a sus tierras, sino atravesar "la gran cordillera por el río Putagán que está cerca del dicho río Maule" y asentarse "en lo que llaman los Césares sobre la Mar del Norte".

### Los españoles perdidos de la Patagonia

#### Expedición de Simón de Alcazaba

División de las capitulaciones españolas en América del Sur durante el.

La tercera versión de la Ciudad de los Césares surgió a partir del rumor que comenzó a esparcirse sobre la existencia de una colonia fundada por unos españoles que se hallaban perdidos en la Patagonia. Esta historia poseía a su vez dos vertientes, siendo una de ellas la de los amotinados de la expedición de Simón de Alcazaba. La historia de esta expedición se remontaba a 1529, cuando la emperatriz Isabel había resuelto atender las solicitudes de dos aventureros que pretendían realizar campañas en el Nuevo Mundo, siendo uno de ellos Francisco Pizarro, quien buscaba consolidar sus derechos sobre el recién descubierto reino del Perú, mientras que el otro hombre era Simón de Alcazaba, un portugués al que se le había ordenado suspender una expedición a las islas Molucas luego de un arreglo alcanzado entre los reyes de España y Portugal y que ahora pretendía que lo compensaran con una expedición de conquista a América del Sur.
El 26 de julio de 1529, la emperatriz creó dos nuevas gobernaciones, una de ellas, la otorgada a Francisco Pizarro, se extendía doscientas leguas desde la desembocadura del río Santiago (Ecuador) con lo cual, supuestamente, llegaba hasta el paralelo 14º, a la altura de Chincha (Perú), mientras que la otra gobernación, correspondiente a Simón de Alcazaba, se extendería desde allí otras doscientas leguas hacia el Sur. Las dos cédulas reales que las habían establecido detallaban que las mismas no tendrían valor hasta tanto no se hubiese consumado la conquista y ocupación de sus respectivos territorios, aclarando también que todos los gastos debían correr por cuenta de los concesionarios, sin ningún derecho a pedir indemnizaciones a la Corona.
Si bien ambas gobernaciones tenían una extensión territorial similar y las cédulas reales no establecían distinciones entre ellas, resultaba evidente la brecha que existía entre ambos beneficiarios. Francisco Pizarro no solo tenía experiencia de mando, conocimiento de la región y socios acaudalados, sino que al momento de solicitar la gobernación ya había descubierto el reino del Perú y solo le restaba organizar su definitiva conquista; en cambio, Simón de Alcazaba tenía una personalidad que no estaba a la altura de su ambición, desconocía el territorio que pretendía conquistar y tampoco lograba infundir confianza entre sus posibles capitalistas. Como era de esperar, en 1533 los resultados salieron a la vista: Pizarro envió a Sevilla un navío con gran cantidad de finas piezas labradas en oro y plata con la noticia de que había logrado la conquista del imperio más rico de las Indias, mientras que Alcazaba había perdido cuatro años sin poder organizar su empresa.
La conquista del Imperio inca modificó por completo el panorama de 1529, ya que Francisco Pizarro comenzó a tramitar ante la Corte la extensión de su territorio, que en los hechos llegaba hasta el paralelo 9º57´ y no hasta el 14º como se suponía originalmente, mientras que Diego de Almagro reclamaba desde hacía tiempo su propia gobernación por los aportes que había realizado al descubrimiento y conquista del Perú, a lo cual se sumaba también el pedido de otros pretendientes que buscaban satisfacer sus propias ambiciones de riqueza.
En el año 1534 el emperador Carlos V definió la nueva situación territorial de América del Sur. La gobernación original de Pizarro, bautizada Nueva Castilla, fue extendida setenta leguas hacia el sur; Almagro fue compensado por sus servicios con una gobernación propia de doscientas leguas denominada Nueva Toledo, la cual estaría ubicada al sur de la de Pizarro; mientras tanto, Pedro de Mendoza, caballero y capitán distinguido de las guerras de Italia, quien había reclamado la conquista de algún territorio en las Indias, se vio beneficiado con la creación de la gobernación de Nueva Andalucía, ubicada al sur de la de Nueva Toledo y que tendría como máximo privilegio la exploración y conquista de la cuenca del Río de la Plata e incluso parte de la comarca de Chile; finalmente, Alcazaba continuó gozando del derecho a una gobernación, que fue bautizada Nueva León, de doscientas leguas de extensión al sur del paralelo 36º, donde terminaba la Nueva Andalucía.

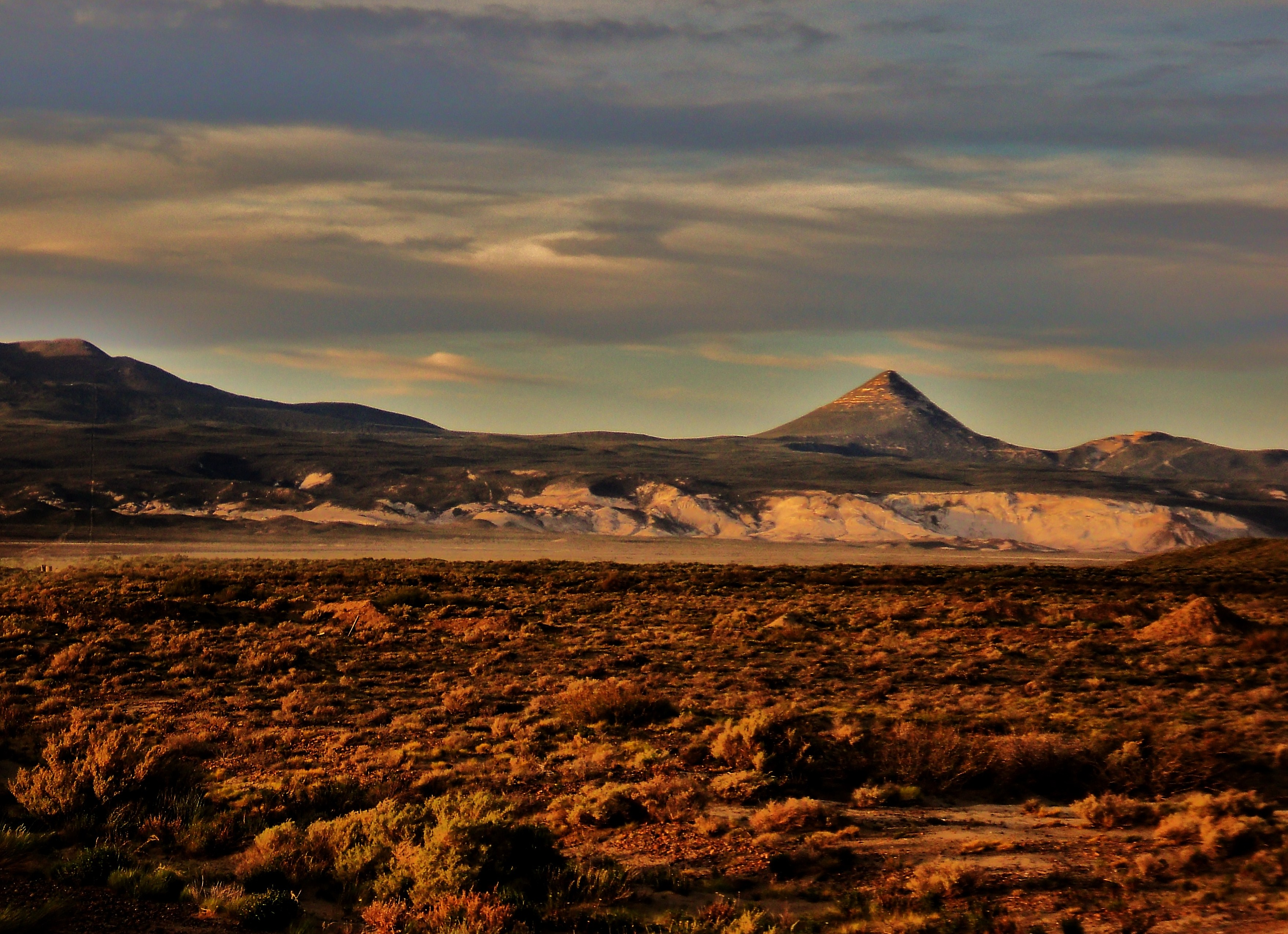
Vista de la meseta patagónica en la provincia de Chubut.

La flota de Alcazaba, que contaba con doscientos cincuenta tripulantes, partió desde Guadalquivir el 21 de septiembre de 1534, ingresó al estrecho de Magallanes el 18 de enero de 1535 y tras efectuar su reconocimiento se dirigió nuevamente hasta la altura del paralelo 45°, donde se hallaba la bahía del cabo de Santo Domingo. Originalmente, el plan de Alcazaba era asentar su gobernación en la costa del Pacífico, sin embargo, el frío y los fuertes vientos del estrecho lo persuadieron a cambiar de planes. Aunque no existen pruebas fehacientes, esta expedición habría fundado, el 9 de marzo de 1535, una población bautizada Puerto de los Leones.
Entusiasmados con la idea de reconocer el territorio e incluso de llegar por tierra hasta el otro mar, se organizó una expedición hacia el interior del continente, rumbo al noroeste. A causa de las enfermedades, Alcazaba debió retornar hacia el Puerto de los Leones. Sin embargo, sus hombres continuaron viaje durante veintidós días hasta encontrarse con el caudaloso río Chubut. Si bien los indios de la región los motivaban para continuar viaje hacia el Norte, el constante viento frío y un paisaje caracterizado por llanuras estériles y cerros áridos, los hizo reflexionar sobre la posibilidad cierta de que todos murieran de hambre ante la falta de víveres. Uno de los capitanes, llamado Juan Arias, desencadenó un amotinamiento, provocando el regreso de la expedición al Puerto de los Leones en grupos dispersos de cuatro o seis personas. Los primeros que llegaron allí aprovecharon la oscuridad de la noche para asaltar las dos naves que componían la flota y asesinar a Simón de Alcazaba, quien se hallaba durmiendo.
Allí se inició una disputa entre Arias y otro de los sublevados llamado Sotelo, ya que Arias, convencido de que no serían perdonados por sus crímenes, pretendía que los sobrevivientes se transformaran en piratas, mientras que Sotelo quería navegar hacia el Río de la Plata para unirse a la poderosa flota de Pedro de Mendoza. Finalmente, los que no habían participado del motín designaron a Juan de Mori como líder y este a su vez demostró gran habilidad para reprimir la sublevación. Con la situación bajo control, se organizó un tribunal militar que ordenó la decapitación de Arias y de Sotelo, mientras que cuatro de sus cómplices fueron arrojados al mar con pesas en la garganta, dos fueron ahorcados en la nave capitana y otros dos fueron abandonados en la costa con pena de destierro por diez años. Tres hombres más, queriendo evitar la aplicación de sus respectivas condenas, se fugaron hacia el interior del continente. Finalmente, los hombres que quedaron de la expedición, acosados por el hambre y el frío, decidieron que no había ninguna riqueza que justificara quedarse en la región, por lo tanto, el 17 de junio de 1535 se embarcaron nuevamente hacia el Norte.

#### Expedición de laArmada del Obispo de Plasencia

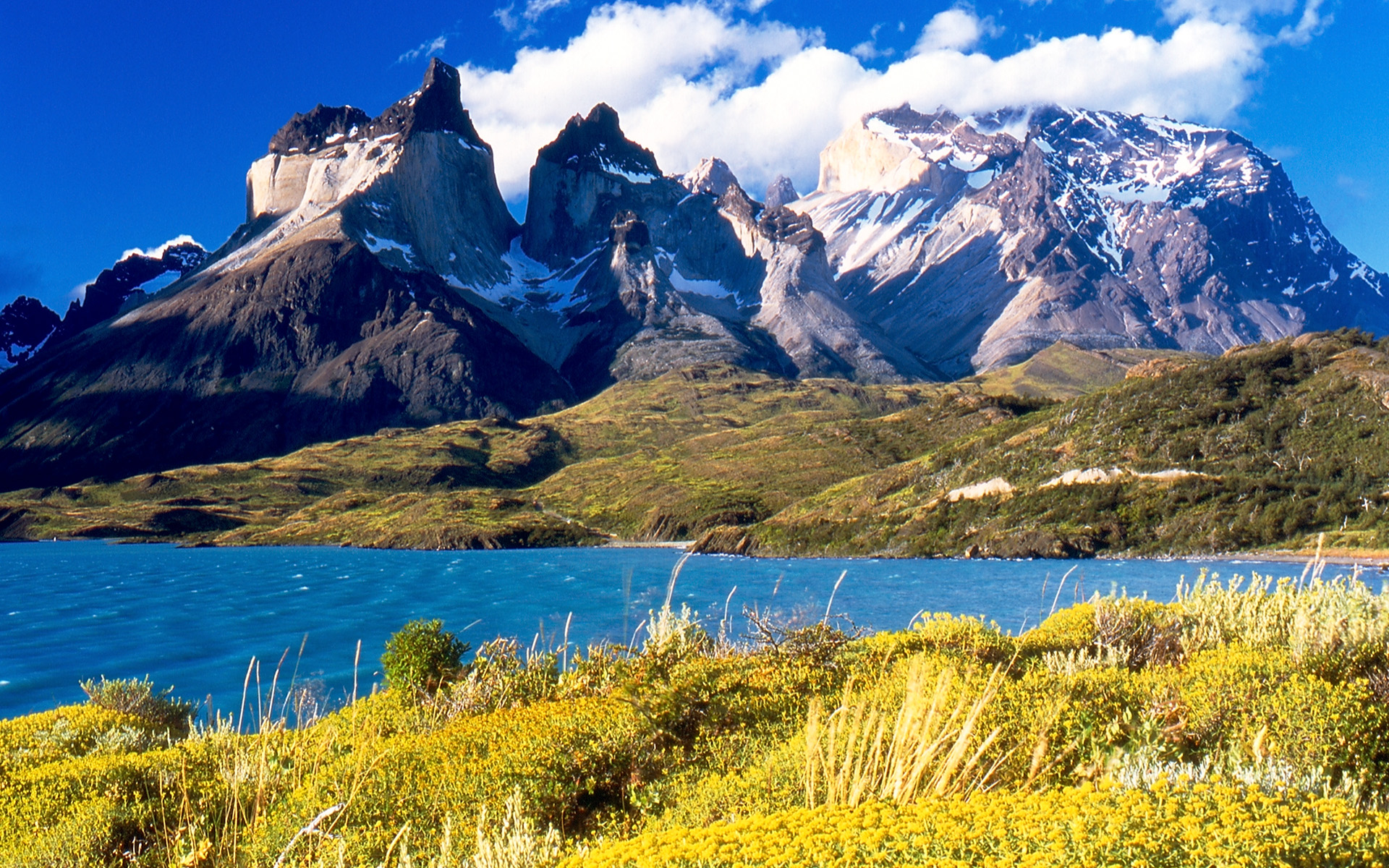
Vista de las Torres del Paine, en la Patagonia chilena.

La otra vertiente sobre el origen de los españoles de la Patagonia era la historia de los náufragos de una expedición financiada por el Obispo de Plasencia (Gutierre de Vargas y Carvajal). Según cuenta la historia, la flota, compuesta por cuatro navíos, ingresó al estrecho de Magallanes el 12 de enero de 1540, e inmediatamente aparecieron fuertes temporales que terminaron dispersando a la expedición. La nave capitana naufragó en la primera angostura del estrecho, logrando salvarse el capitán Fray Francisco de la Rivera y los 150 hombres que componían la tripulación, quedando todos ellos en tierra. Entre los hombres de Rivera, aparentemente se encontraba Sebastián de Argüello, cuyo nombre cobraría relevancia varios años después. El segundo buque que componía la flota intentó en vano socorrer a los sobrevivientes, siendo arrastrado por los vientos y las corrientes hacia la bahía ubicada al sur de la isla de Tierra del Fuego, donde permaneció durante seis meses, cuando finalmente logró partir nuevamente con destino a Europa. La tercera nave logró pasar al estrecho y llegó hasta el Perú, mientras que del cuarto buque no se supo más nada, aunque se sospechó que habría naufragado en algún punto de la costa patagónica.
Del capitán Francisco de la Rivera y de su tripulación tampoco hubo más noticia, aunque sí existía la certeza de que todos se habían salvado y que al menos contaban con los elementos necesarios para sobrevivir, ya que la nave capitana, que había quedado varada en la costa septentrional del estrecho, contaba con todo el aprovisionamiento necesario para la fundación de una colonia, incluyendo animales de carga (asnos o mulas) y ganado menor como cabras y ovejas. A la suerte corrida por estos marineros se sumaba además el misterio del cuarto navío, cuyo contingente también podría haber terminado en las inhóspitas tierras de la Patagonia.
El primer rumor sobre los náufragos españoles aparece en 1551, cuando Francisco de Villagra, en su viaje desde Perú hacia Chile, debió invernar en la región de Cuyo, donde actualmente se encuentra la ciudad argentina de Mendoza. Allí Villagra aprovechó la ocasión para despachar dos expediciones, una hacia el Este y otra hacia el Sur, la cual llegó hasta el río Diamante, con el objetivo de recopilar noticias sobre la Ciudad de los Césares. Si bien los hombres de Villagra no obtuvieron información sobre la supuesta colonia Inca, sí recibieron la noticia de que había unos españoles vagando por la Patagonia. Casi paralelamente, Gerónimo de Alderete, quien se hallaba al sur de Chile con la misión de explorar la región y fundar una ciudad al pie de los Andes, decidió atravesar la cordillera, debiendo enfrentar varias escaramuzas con los indios Puelches. Durante estas jornadas, Alderete recogió varios rumores, tanto de los Incas como de los náufragos españoles, supuestamente ubicados en una provincia conocida como Lin-Lin o la Trapananda. En 1552, Pedro de Valdivia encomienda a Francisco de Villagra una expedición que desde Chile debía cruzar la cordillera, llegar hasta el océano Atlántico y desde allí dirigirse hacia el sur, al estrecho de Magallanes. Si bien la expedición solo llegó hasta el río Limay, los hombres de Villagra nuevamente recolectaron noticias sobre los supuestos náufragos de la Patagonia.
Hasta ese entonces toda la información provenía de inciertos rumores propagados por los indios nómadas de la región pampeana. Sin embargo, las primeras noticias directas sobre el hecho surgieron cuando dos de los náufragos lograron llegar hasta Concepción (Capitanía de Chile), donde relataron numerosos detalles, tanto de la ciudad de los náufragos como de las riquezas de la colonia que tenían los incas en la Patagonia. A partir de allí comenzó a mezclarse la historia de los náufragos españoles con la legendaria colonia inca de los Césares.

#### La versión de los dos náufragos

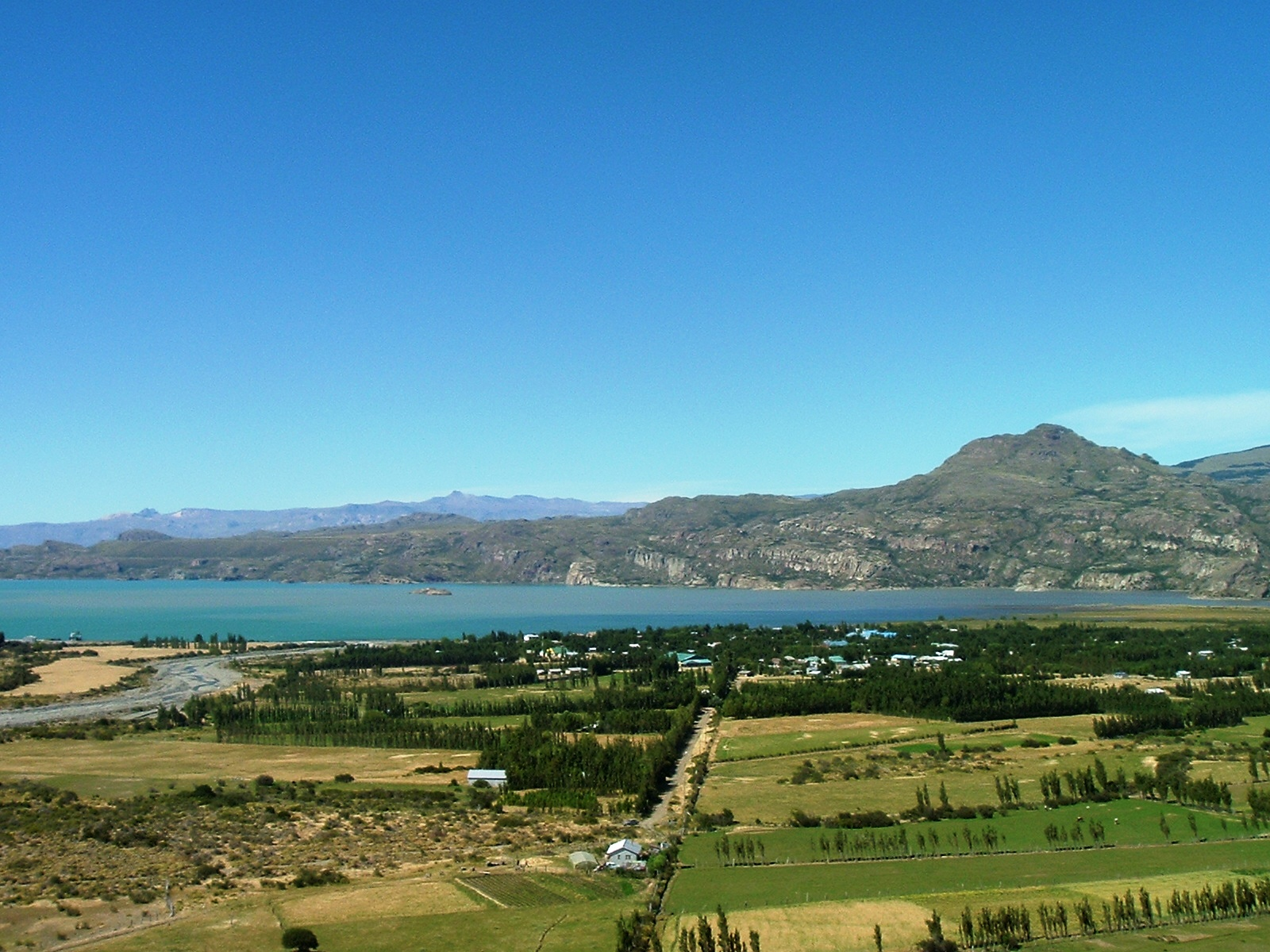
Vista del lago Buenos Aires/General Carrera. Posible lugar donde se habrían instalado los náufragos españoles.

En 1563, varios años después del accidentado paso de las naves de la Armada Obispo de Plasencia por el estrecho de Magallanes, llegaron hasta la ciudad de Concepción, en Chile, dos hombres que afirmaban ser náufragos de aquella malograda expedición. Se llamaban Pedro de Oviedo y Antonio de Cobos, y apenas se presentaron ante las autoridades se les levantó un informe sumario donde narraron la suerte corrida por los demás náufragos y todas las aventuras que habían vivido en su camino.
Según su versión de los hechos, la mayor parte de la tripulación de aquel barco había sobrevivido al naufragio, salvo trece personas, y que una vez en tierra se habían dirigido hacia el interior del continente al mando de un "capitán llamado Sebastián de Argüello", quien comandaba una expedición conformada por "ciento cincuenta soldados, treinta aventureros, cuarenta y ocho marineros, artilleros y grumetes y trece mujeres casadas", llevando además armas, municiones, bastimentos y sustentos. También relataron que habían visto al "otro navío, que era la capitana", bordeando la costa y que luego se habría distanciado rumbo al Pacífico.
Según ellos, en aquel barco iba "Riveros, uno de los conquistadores de esta tierra". Continuando con la saga de Argüello, su expedición habría avanzado hacia el Noreste, hasta el paralelo 52º13´, donde habrían permanecido durante cuarenta días. Tras dejar allí diez piezas de artillería y otros objetos que no podían continuar llevando, la avanzada prosiguió su camino durante siete días más tratando de conseguir alguna información del lugar. Finalmente, siguiendo las indicaciones de algunos indios y los rastros dejados por otros que huían a su paso, los náufragos lograron llegar hasta una población ubicada a orillas de un lago largo donde había muchos peces y animales.
Argüello habría decidido establecer allí una fortificación y también habría ordenado no causar daños o desórdenes, ya que su objetivo era trabar amistad con los indios. Tras un primer período de escaramuzas y desconfianza, los españoles habrían conseguido entrar en confianza con los aborígenes e incluso habrían logrado bautizar a varios de ellos y realizar ceremonias religiosas de casamiento entre españoles y mujeres indígenas.
Otro dato curioso que confirmaban los dos náufragos era la existencia de una colonia Inca en la Patagonia, ubicada más al norte, que según ellos se encontraba en constante guerra con los naturales del lago, por lo que el capitán Argüello habría resuelto enfrentárseles, para que tuviesen temor y respeto por los indios con los que él y su gente estaban emparentados. A partir de esta intervención, ambos pueblos habrían establecido una tregua y no habrían vuelto a enfrentarse.
Finalmente, "en el año 1567", por alguna razón, Oviedo y Cobos habrían dado muerte a uno de los soldados más queridos que tenía el capitán Argüello y por este motivo se habrían fugado hacia donde vivía el "Inca del Perú y su gente, que poblaba esta parte de la Cordillera de Chile". Según su testimonio, el rey de aquella colonia se llamaba Topa Inca, tenía unos veintisiete años de edad, llevaba una borla sobre su frente y se trasladaba sentado en una silla que iba cargada sobre los hombros de los demás indios, todos ellos fiel reflejo "de la gente del Perú, sin mezcla de otras".
Con respecto al sitio de la ciudad, los españoles lo describieron como una tierra muy fértil y prolongada donde entraban y salían desaguaderos. Tras caminar durante dos días, poco a poco, llegaron hasta un sitio donde había gran cantidad de "oficiales plateros con obras de vasijas de plata gruesas y sutiles y algunas piedras azules y verdes toscas que las engastaban". Según ellos, estos incas les ofrecieron plata, pero ellos la habrían rechazado pidiendo únicamente comida y paso por su territorio, a lo cual los incas habrían accedido, disponiendo para ello unos veinte indios que los acompañaron por un camino hasta lo alto de la cordillera donde continuando derecho llegarían hasta la Villa Rica y luego hasta la ciudad de Concepción. Como la declaración es del año 1563, la fecha brindada por los españoles debe ser 1557 y no 1567.
Según esta versión de los hechos, se deduce a simple vista que el naufragio al que se refieren no corresponde al de la nave capitana, sino que se habría tratado del cuarto buque que se creía perdido. Sin embargo, este hecho choca con la versión de los sobrevivientes de los otros barcos, quienes aseguraban que la nave capitana donde iba Rivera había quedado varada y que tanto él como su gente se habían salvado. Otro dato brindado por Oviedo y Cobos era que los españoles y otras siete poblaciones de indios habitaban a orillas de un lago ubicado en el paralelo cuarenta y siete grados y medio.
En esa ubicación exacta se encuentra el lago Cochrane/Pueyrredón, sin embargo, un grado más al norte se halla el lago Buenos Aires/General Carrera, mucho más grande y conocido punto de reunión de las tribus nómadas de la Patagonia, incluso considerado por varias de ellas como una tierra sagrada y lugar de sepultura. Por ello, resulta más factible que ese último lago haya sido el lugar donde se habrían instalado los supuestos náufragos españoles.

#### Versión de Ibaceta
En la declaración de Blas Ponce, este menciona la historia de un marino francés de apellido "Ybaceta" o Ibaceta, quien según su propia versión de los hechos habría incentivado al conquistador español Jerónimo Luis de Cabrera para que realizara el descubrimiento del sur del continente, incluso antes de que este fundara la actual ciudad de Córdoba. Su argumento para fomentar dicha empresa era un episodio ocurrido durante un viaje que habría realizado tiempo atrás, en un barco francés con destino al estrecho de Magallanes y a las islas Molucas.
Según su versión de los hechos, cien leguas al sur del Río de la Plata su navío se había cruzado con un barco español, cuyos tripulantes decían formar parte de la malograda expedición del obispo de Plascencia. Estos españoles contaron que se habían topado con una gran tormenta y que habían tenido que tirar todo lo que traían al mar, lo que había provocado que al poco tiempo algunos de sus hombres comenzaran a desfallecer ante la falta de suministros. Esta situación generó que unos cincuenta hombres fuesen designados para descender a tierra con el fin de buscar alimentos o indígenas que se los proveyesen, aunque todo fue en vano.
Los hombres que estaban en tierra finalmente decidieron tomar por asalto el navío y sus provisiones, generando un enfrentamiento donde algunos de los tripulantes que se hallaban en el barco murieron y otros se salvaron saltando hacia la tierra. Cuando el barco francés llegó a las playas donde había ocurrido el supuesto episodio, los indios del lugar les informaron a través de señas que gente como ellos habitaba en el interior del territorio armados con arcabuses, los cuales solían pelear con los naturales de la región robándoles su comida y sus mujeres.
Un año y medio después, Ibaceta habría vuelto a aquella zona en otro navío francés con destino al estrecho de Magallanes, cuya tripulación habría decidido invernar en un sitio aún más cercano al Río de la Plata, en las orillas de un río, dos leguas adentro. Allí los franceses entablaron relación con los naturales del lugar, los cuales intercambiaban pescado y maíz por cuchillos y otras piezas de hierro. Estos indios también informaron a los franceses que gente como ellos habitaba a ocho o diez jornadas de distancia y que poseían gran cantidad de oro que hacían extraer de la tierra a los aborígenes de la zona. También les informaron que estos europeos poseían perros a los cuales mantenían atados con sogas de oro.
Cuando los franceses preguntaron que ropa vestían estos hombres, los indios señalaron unas mantas hechas con pellejo de cordero de guanaco muy bien sobadas y pintadas de colores, y también señalaron otras mantas que eran de lana de obejas de Perú (llamas). Según Blas Ponce, el primer encuentro entre el barco francés y el barco perteneciente a la expedición del obispo de Placensia habría tenido lugar cuando Ibaceta contaba con quince años de edad y este habría relatado su experiencia a Jerónimo Luis de Cabrera teniendo ya ochenta y cinco años según los cálculos del declarante.

### Los exiliados de Osorno, de Valdivia y Villarrica
Igualmente, circuló también la leyenda que indicaba que dichas opulentas ciudades habrían sido fundadas por grupos de pobladores exiliados de las ciudades sur-australes de Chile, principalmente de Osorno, y en menor medida de algunas ciudades cercanas de más al norte (como Valdivia y Villarrica); los cuales al escapar se salvaron del ataque sufrido a la destrucción de las siete ciudades, cuando estas ciudades fueron destruidas por los mapuches y huilliches (hecho sucedido luego del desastre de Curalaba, a fines del siglo XVI). Este grupo de exiliados habría estado compuesto por un grupo de pobladores españoles acompañados por indígenas que los servían y que no se habían rebelado hacia ellos
A partir de este hecho, posteriormente se originó la creencia de que probablemente en la región cordillerana, al sur de Valdivia y al este de la actual ciudad de Osorno (en la zona norte de la actual Región de Los Lagos de Chile y zona sur de Región de Los Ríos), se encontraba la ciudad principal de los césares (puesto que se contaban hasta tres), la que se creía que estaba ubicada en medio de una laguna de nombre Payegué o Puyequé (haciendo referencia al Lago Puyehue), cerca de un estero llamado Llanquecó, al este de la cercanas "ruinas de la antigua ciudad de Osorno". A partir de la destrucción de estas ciudades, también se crearía la versión de que un grupo de los sobrevivientes fueron a asilarse a las pampas del este, donde fundaron la ciudad.
Este mito prosperó en la región, principalmente producto de que del territorio Huilliche se decía incluso hasta 1790 que “eratan ignoto el país del lado sur de Bueno (Río Bueno) que solo uno u otro le habían reconocido y visto”; siendo este territorio una frontera cerrada en torno a la cual circulaban las leyendas sobre la ciudad de los Césares, llamados en la zona “osornenses”. Por ello, durante la segunda mitad del siglo XVIII, desde el gobierno de Valdivia se habían realizado algunas exploraciones internándose en el territorio para buscar la mítica Ciudad.

### La fusión de las cuatro historias
Con el paso de los años estas historias diferentes llegaron a fundirse en una sola, que contenía también elementos fantásticos de la tradición europea. En ella, el poblado mítico de los españoles tomaba características de una rica ciudad en la cual sus habitantes (que eran llamados los Césares) estaban compuestos por descendientes de españoles y de los indígenas (que acompañaron a sus ancestros españoles), los cuales juntos fundaron esta mítica ciudad de ubicación desconocida. 
Así, la fusión de las diferentes historias sobre una mítica ciudad produjo que la leyenda definitiva de la ciudad se ubicara en algún lugar indefinido del Cono Sur, de preferencia en algún valle cordillerano de la Patagonia entre Chile y Argentina; siendo así como la leyenda de mítica Ciudad de los Césares llegaría a formar parte de la Mitología de América del Sur, así como otras ciudades con riquezas como "El Dorado" y "El gran Paititi".

## Búsqueda
Producto de las riquezas que se decía existirían en esta mítica ciudad, se produjeron varias expediciones a sus diferentes posibles ubicaciones para lograr encontrarla, y así lograr contactarse con sus habitantes. Estas expediciones fueron las siguientes:

### Diego de Rojas
El primer viaje de exploración que puede considerarse que tenía como uno de sus objetivos hallar la ciudad lo realizó Diego de Rojas en 1543, cuando entró desde el Perú al territorio de la actual Provincia de Santiago del Estero, en busca de una rica región ubicada entre Chile y el Río de la Plata.
El virrey del Perú Cristóbal Vaca de Castro escribió al Rey en 1542:

Asimismo hay noticia que entre la provincia de Chile y el nasçimiento del río grande que llaman de La Plata, ay una provincia que se llama [ ], hazia la parte del mar del Norte, de aquel cabo de las sierras nevadas, que diz que es muy poblada y rica; por manera, que la cordillera de las sierras nevadas que atraviesa estas provinçias
hacia el Estrecho, queda entre las provinçias de Chili y esta tierra: tengo proveído para ello capitán Diego de Rojas.

Diego de Rojas logró recorrer gran parte del área que se le había encomendado explorar pero no encontró rastros de la ciudad que contaba César, aunque sí halló algunas gallinas europeas que este había dejado entre los indios. Rojas murió sin completar su misión en 1544, durante un enfrentamiento con los juríes.

### Alderete y Villagra
Cuando Francisco de Villagra volvió de Perú con refuerzos para Pedro de Valdivia en 1551, envió un destacamento desde el valle de Cuyo hacia el sur a buscar la ciudad de César. No encontraron la región, pero sí recibieron informes de la presencia de españoles refugiados en las pampas. En la misma época, el adelantado Jerónimo de Alderete cruzó al lado oriental de los Andes a fundar una ciudad y reconocer el terreno. Él también oyó a los indígenas relatar las historias de los sobrevivientes españoles viviendo en paz con los indios y las del asentamiento inca.

### Nicolás Mascardi
En el Índice Chronologico Peruano, el padre Manuel Rodríguez escribe que el padre Nicolás Mascardi llegó en 1670 a evangelizar a los Poyas en la Capitanía general de Chile, para luego de allí pasar a la Ciudad de los Césares. Esto último no lo lograría porque sería muerto por los nativos en 1673.

## Menciones históricas
El 4 de noviembre de 1780 se inicia el movimiento de José Gabriel Condorcanqui contra la dominación española, adoptando el nombre de Túpac Amaru II, en honor de su antepasado Túpac Amaru I, el último Inca del Estado neoincaico. Túpac Amaru se autodeclara "Inca, Señor de los Césares y Amazonas", y jura con el siguiente bando su coronación: "...Don José Primero, por la gracia de Dios, Inca rey del Perú, Santa Fe, Quito, Chile, Buenos Aires y Continentes de los Mares del Sur, Duque de la Superlativa, Señor de los Césares y Amazonas con dominio en el Gran Paititi, Comisario Distribuidor de la Piedad Divina, etc...".

## La Ciudad de los Césares en la literatura
El mito de la Ciudad de los Césares, de manera similar al de El Dorado, ha sido tema de inspiración para obras literarias.
En la novela juvenil del chileno Manuel Rojas, titulada La Ciudad de los Césares (1936), un grupo de viajeros encuentra la ciudad, mientras siguen las huellas de un minero desaparecido. En esta versión los descendientes de los españoles viven junto con los patagones y se encuentran al borde de una guerra civil. Más tarde Rojas se arrepentiría de la publicación de esta obra, por juzgarla de poca calidad.
Por otro lado, la novela del también chileno Luis Enrique Délano, titulada En la Ciudad de Los Césares (1939), relata la historia de la "Expedición Lawrence", que buscó comprobar la existencia de esta mítica ciudad en el sur de Chile. Tras varios días de viajes por los interiores de los Andes, el grupo de expedicionarios logró divisar en un valle una metrópolis cubierta por densas nubes cordilleranas. Al ingresar a la ciudad y contemplar el sinfín de riquezas que allí residían, los expedicionarios se dividieron en torno al destino de ellas: los unos que buscan mantener el secreto de esta ciudad y los otros que buscan el saqueo y el beneficio propio. El fatal desenlace de la historia se resume en boca de uno de los protagonistas, Armando Green: "Todo por el maldito oro".
Además, aunque es una adaptación más libre del mito, se puede mencionar la obra de Hugo Silva Pacha Pulai, en la que se relata una versión ficticia del desenlace del Teniente Bello que, luego de perder el rumbo, llega a una ciudad perdida llamada Pacha Pulai, fundada por exploradores españoles perdidos y en la que el metal más usado es el oro, al punto de no tener ningún valor. En esta historia, también había estallado una guerra civil entre indígenas y europeos, pero esta vez la ciudad se encontraría en algún lugar de la zona centro-norte de la Cordillera de los Andes en el límite entre Chile y Argentina, a diferencia de las versiones legendarias tardías, que la ubican mucho más al sur.
El escritor chileno Pedro Prado (1896-1952) escribió El viaje de Antón Páez en 1923, la cual fue publicada de forma póstuma recién en 2010. La novela tiene la forma de un diario que trata del viaje en búsqueda de la ciudad que emprendió un grupo de españoles e indígenas de Chiloé en 1817.
Martínez Estrada, en su Radiografía de La Pampa, hace referencia a Trapalanda cuando trabaja el conflicto entre ilusión y ficción que se produce en los conquistadores cuando llegan al continente americano. Trapalanda ejemplifica, en el texto de Estrada, el sinfín de riquezas que no son, y la apuesta a un futuro que nunca se cumple.
El escritor Miguel Serrano realiza en 1969 una interpretación de la Ciudad de los Césares en su obra La flor inexistente. En este trabajo, se plantea la ciudad como un espacio no sólo físico en la Patagonia, sino también alcanzable a través de un camino iniciático de índole místico, y en donde habitarían seres dotados de un alto desarrollo espiritual.
Francisco Ortega realiza la serie La Trilogía de los Césares, compuesta por las obras Logia (2014), El Verbo Kaifman (2015) y La Catedral Antártica (2016), de misterio policial, ciencia ficción y conspiraciones, en un universo donde sociedades secretas urden planes en todo el Orbe, relacionándose con hechos históricos como la independencia de Chile, la participación de la Logia Lautaro y la Operación Highjump, además de mitos y leyendas contemporáneas como la existencia de la Isla Friendship y el supuesto oro nazi oculto en tractores alemanes importados a Chile durante la década del 40. En esta última, retratada en la segunda entrega de la trilogía, cobra importancia la búsqueda de la Ciudad de los Césares y la relación con los hechos señalados en la obra.
Bruce Chatwin también cita la Ciudad de los Césares en su libro En la Patagonia.
Álvaro Robles, el año 2023 publica el libro "Las Mujeres de Elelín y otros textos", en el que desarrolla una narración visionaria sobre la Ciudad de los Césares.￼